# 増田宇宙通信所

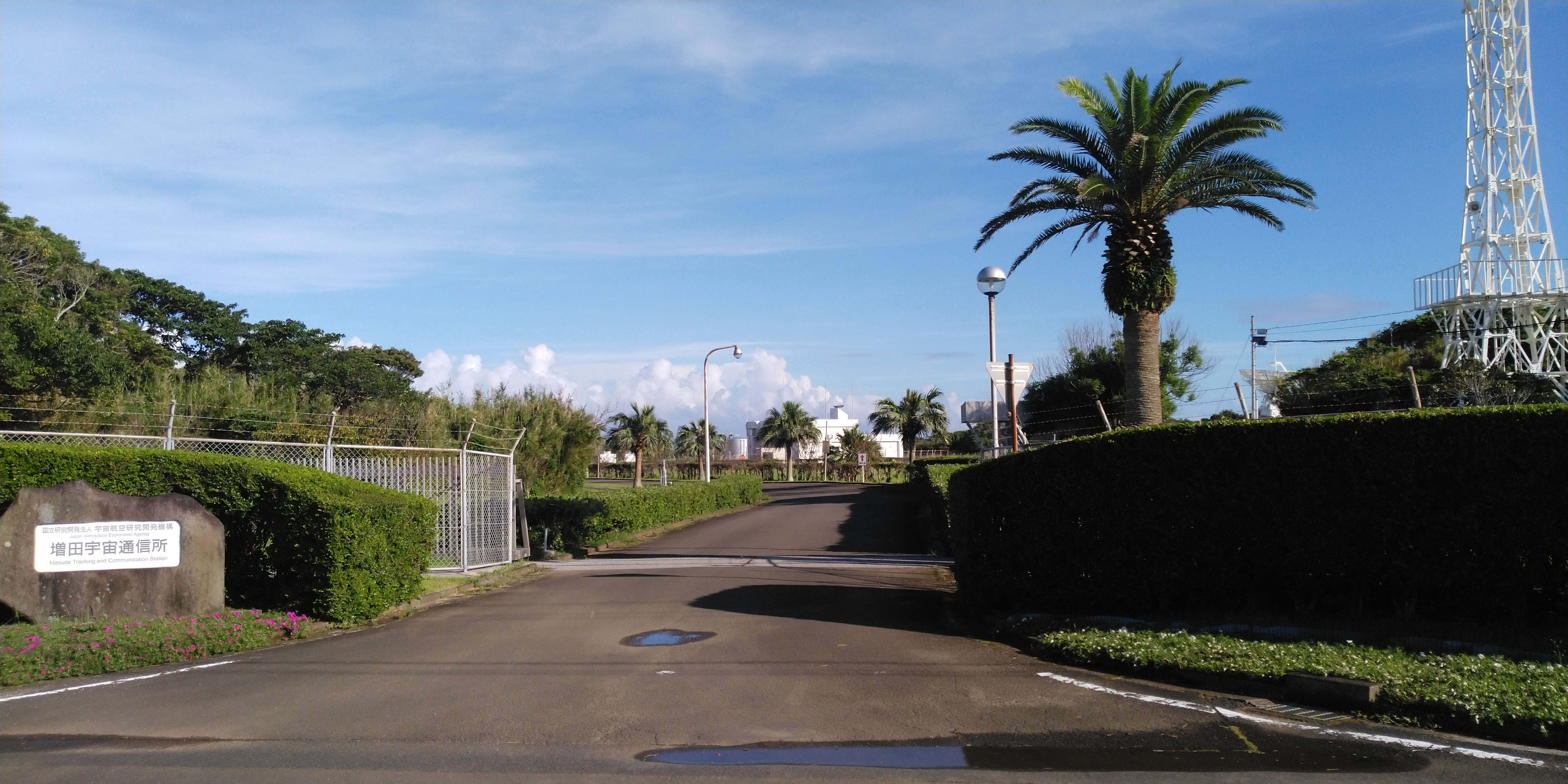
増田宇宙通信所

増田宇宙通信所（ますだうちゅうつうしんじょ）は鹿児島県熊毛郡中種子町増田に位置する、独立行政法人宇宙航空研究開発機構（JAXA）の施設。人工衛星の追跡・監視を主な業務としている。

## 概要
増田宇宙通信所は旧宇宙開発事業団の施設として、1974年に設立された。種子島宇宙センターの約18km北に位置する。
打ち上げられた人工衛星からの電波を受信し、人工衛星の軌道や位置、姿勢、搭載している電子機器が正常に作動しているかどうかのデータを筑波宇宙センターに送信している。また状況に応じて衛星に対するコマンド電波を送信する。
さらにこれらの人工衛星の追跡管制とは別に、精測レーダによるロケットの追尾、およびロケットから送られてくるテレメトリ信号を受信してロケットの飛行状態を監視する役割も果たしている。 
展示室は入館料無料で入ることができ、「科学技術週間」および「宇宙の日」には施設の特別一般公開が毎年行われている。
総敷地面積は約21万m2。

## 設備

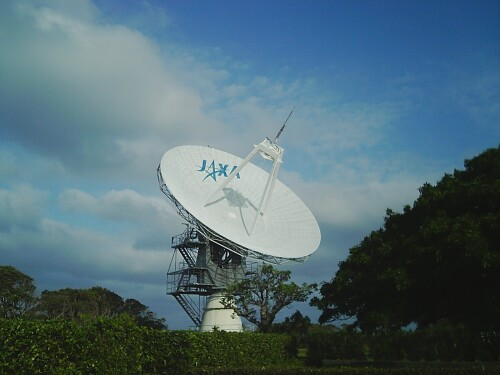
増田宇宙通信所設備

出典はJAXA公式リーフレットによる。
- 第1観測棟
- 増田第1可搬局
- HTV-PROXチェックアウト地上局
- 第2観測棟
  - ロケットテレメーター受信設備
- 電力棟、通信棟
- 中割コリメーション設備

## 追跡管制を行っている衛星
- 陸域観測技術衛星2号「だいち2号」（ALOS-2）[4]
- ジオスペース探査衛星「あらせ」（ERG）[4]
- 温室効果ガス観測技術衛星「いぶき」（GOSAT）[4]
- 温室効果ガス観測技術衛星2号「いぶき2号」（GOSAT-2）[4]
- 水循環変動観測衛星「しずく」（GCOM-W）[4]
- 気候変動観測衛星「しきさい」（GCOM-C）[4]
- 太陽観測衛星「ひので」(SOLAR-B）[4]
- 先進レーダー衛星「だいち4号」（ALOS-4）[4]

## 所在地
- 鹿児島県熊毛郡中種子町増田1887-1

### アクセス
- 種子島空港から車で15分
- 西之表港から車で45分